# 异蕊龙胆
异蕊龙胆（学名：Gentiana heterostemon）是龙胆科龙胆属的植物，为中国的特有植物。分布在中国大陆的云南、四川等地，生长于海拔1,200米至2,800米的地区，常生长在林缘、山坡草地、干草地或山谷草地，目前尚未由人工引种栽培。

## 异名
- Gentiana heterostemon H. Smith ssp. glabricaulis H. Smith
- Gentiana heterostemon H. Smith ssp. glabricaulis H. Smith var. rosulata (Kusnez.) Marq.